# コルヴァッチ

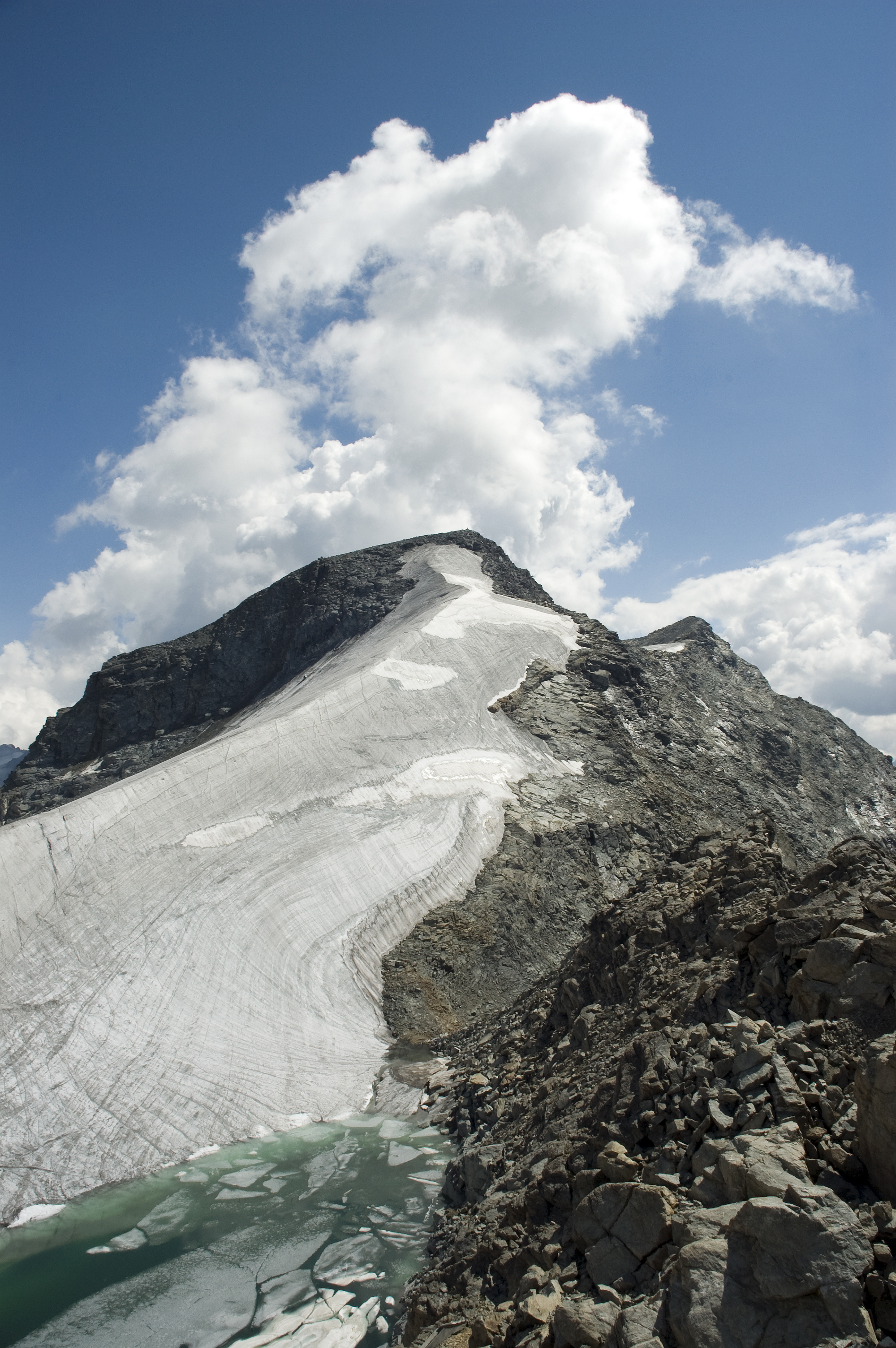
山頂駅から見たピッツ・ムルテル（手前）と、コルヴァッチ山頂（右奥）

コルヴァッチ(Corvatsch)は、スイス東南部、エンガディン地方のシルヴァプラーナ近郊にある山。麓の駅、スールレイ Surlej　からロープウェイを乗り継ぎ、山頂近くのコルヴァッチ展望台（3303m）まで上がることができる。コルヴァッチ展望台の標高は3451m。グラウビュンデン州で一番標高が高く、ピッツ・コルヴァッチ、ピッツ・ベルニナ、ピッツ・ロゼッチなどベルニナ・アルプスの名峰が眼前に広がる。眼下にはシルヴァプラーナ湖、シルス湖がエンガディン谷に連なる。山頂にあるパノラマレストラン・コルヴァッチからは、360度のベルニナ・アルプスの景観が広がる。
中間駅のムルテールは各方面へのハイキングコースの出発点となっており、フォルクラ・スールレイを経てロゼッチ（ロゼック）谷に下りるコースや、フルチェエラス展望台に向かうコース、山上湖のハーネンゼーを経てサン・モリッツに向かうコースなど、多彩なハイキングコースが揃っている。冬季はエンガディン地方における主要スキーエリアとなる。

## アクセス
サン・モリッツ　St.Moritz, Bahnhofから路線バスでスールレイ、コルヴァッチバーン　Surlej, Corvatschbahnまで約20分。ロープウェイで中間駅のムルテール乗換え、コルヴァッチまで14分。春と秋の一定期間は、メンテナンスのため運行停止。